# Piercia squamata
Piercia squamata är en fjärilsart som beskrevs av Claude Herbulot 1974. Piercia squamata ingår i släktet Piercia och familjen mätare. Inga underarter finns listade i Catalogue of Life.